# Frontière entre la Lettonie et la Russie

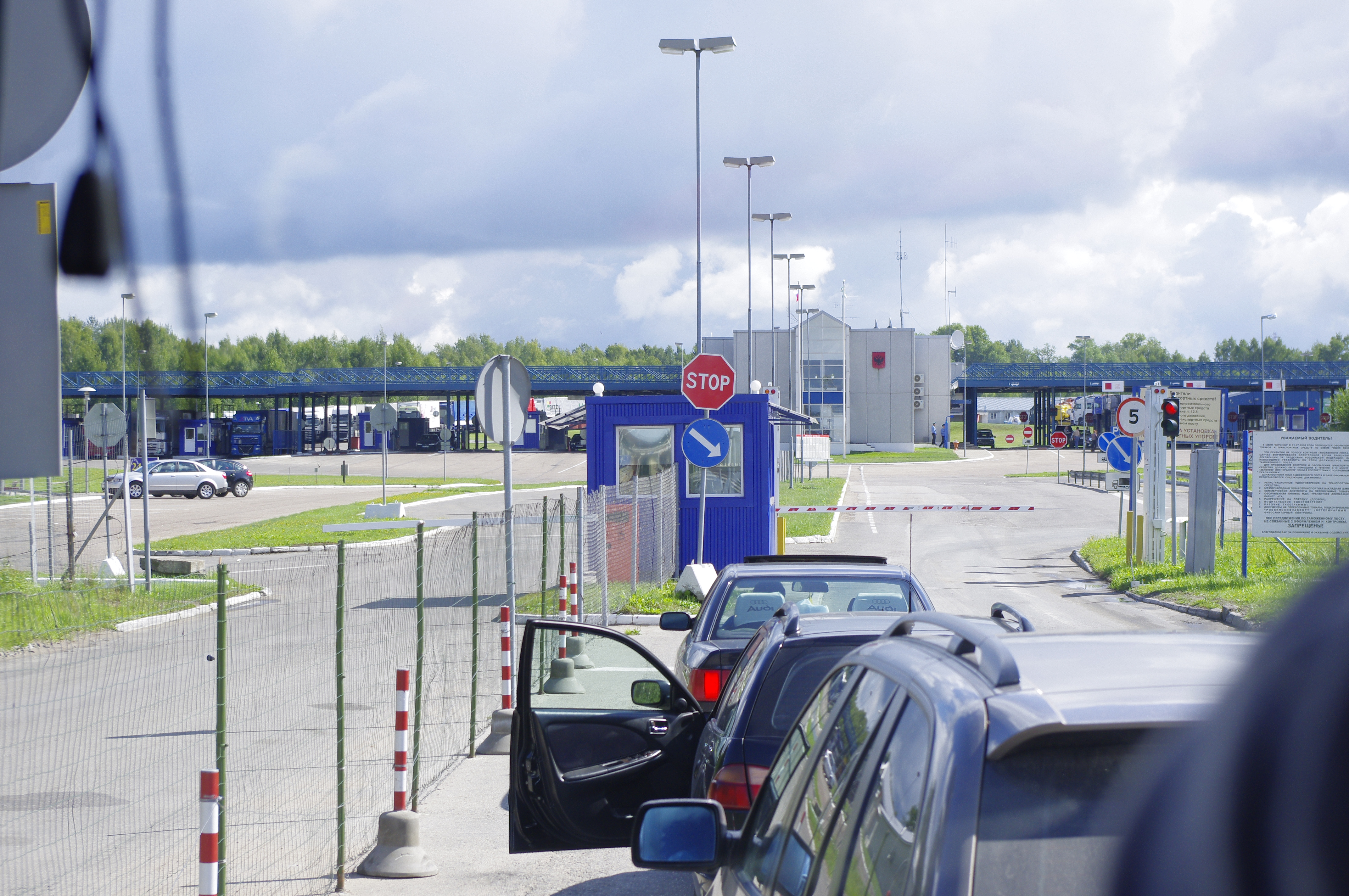
Le poste-frontière de Buraczki.

La frontière entre la Lettonie et la Russie est la frontière séparant la fédération de Russie et la république de Lettonie. C'est aussi l'une des frontières extérieures de l'espace Schengen.

## Tracé
Le passage de la frontière entre la fédération de Russie et la république de Lettonie est inscrit dans le traité sur la frontière russo-lettone du 18 décembre 2007.
La frontière d'État entre la république de Lettonie et la Fédération de Russie commence au point de jonction des frontières nationales de la république de Lettonie, de la fédération de Russie et de la république de Biélorussie et se termine au point de jonction des frontières nationales de la république de Lettonie, de la fédération de Russie et de la république d'Estonie.
Toute la frontière russo-lettone fait partie de la frontière de la région de Pskov. La longueur totale de la frontière est de 270,5 km, dont 132,2 km de terres, 127,5 km de rivière et 5,8 km de lac.

## Historique
La frontière moderne entre la région de Pskov et la Lettonie correspond généralement à la frontière entre la république de Pskov et la Livonie, qui s’est développée au XIIIe siècle. La clarification finale de la frontière a eu lieu au XXe siècle.
De 1920 à 1944, une partie des terres de Pskov (y compris Pytalovo) faisait partie de la Lettonie.
En juin 1940, durant la Seconde Guerre mondiale, elle est envahie, comme le prévoyaient les clauses secrètes du Pacte germano-soviétique (en même temps que les deux autres pays baltes), par l'URSS après un « plébiscite » organisé pour donner à l'annexion de la Lettonie une apparence de légitimité.
Le 23 août 1944, par le décret du Præsidium du Soviet suprême, en « référence aux demandes de la population » (parmi lesquelles prédominait l'ethnie russe) et à la soumission du présidium du Soviet suprême du RSS de Lettonie (lv), la ville d'Abrene et les paroisses de Purvmala (lv), Linava (lv), Kaceni (lv), Upmale (lv), Gauru (lv) et Augšpils (lv)) 1 075,31 km2 de son territoire ont été transférés dans l'oblast de Pskov dans la RSFS de Russie.
La ratification du traité frontalier entre les deux pays a eu lieu le 18 décembre 2007.
En 2019, la Lettonie construit une barrière en fils de fer et en barbelés longue de 93 kilomètres, pour lutter contre le commerce clandestin et gérer les mouvements de populations entre les deux pays.